# Конісі Такако (синхронна плавчиня)
Конісі Такако (25 вересня 1986) — японська артистична плавчиня. Срібна медалістка Чемпіонату світу з водних видів спорту 2005 року в змаганнях груп і комбінації.